# لمس أكتاف (مسلسل)
لمس أكتاف هو مسلسل تلفزيوني مصري من إنتاج 2019.المسلسل من إخراج حسين المنباوي وتأليف هاني سرحان. وهو مسلسل للكبار فقط لما يحتويه من مشاهد عنف
تم عرض أول برومو للمسلسل يوم 28 فبراير 2019.

## نبذة
يتورط المصارع (أدهم) في أعمال إجرامية، وعندما يقرر التوبة رغبة في عيش حياة آمنة مستقرة، يتم مطاردته من عصابات ورجال المافيا.

## طاقم العمل
- ياسر جلال
- أحمد عنان
- كرم جابر
- فتحي عبدالوهاب
- حنان مطاوع
- إيمان العاصي
- أروى جودة
- أحمد محارب
- بسمة نبيل